# Skate Canada International 2015
Skate Canada International 2015 fue la segunda competición del Grand Prix de patinaje artístico sobre hielo de la temporada 2015-2016. Tuvo lugar en Lethbridge, Alberta, Canadá, entre el 30 de octubre y el 1 de noviembre de 2015. Organizada por la federación de patinaje sobre hielo de Canadá, la competición sirvió de clasificatorio para la final del Grand Prix.

## Resultados

### Patinaje individual masculino
| Clasificación | Nombre           | País            | Total  | Programa corto | Programa corto | Programa libre | Programa libre |
| ------------- | ---------------- | --------------- | ------ | -------------- | -------------- | -------------- | -------------- |
| 1             | Patrick Chan     | Canadá          | 271,14 | 2              | 80,81          | 1              | 190,33         |
| 2             | Yuzuru Hanyu     | Japón           | 259,54 | 6              | 73,25          | 2              | 186,29         |
| 3             | Daisuke Murakami | Japón           | 252,25 | 1              | 80,88          | 3              | 171,37         |
| 4             | Adam Rippon      | Estados Unidos  | 239,69 | 3              | 80,36          | 5              | 159,33         |
| 5             | Nam Nguyen       | Canadá          | 238,82 | 4              | 76,10          | 4              | 162,72         |
| 6             | Aleksandr Petrov | Rusia           | 221,02 | 7              | 71,44          | 7              | 149,58         |
| 7             | Timothy Dolensky | Estados Unidos  | 219,06 | 11             | 62,46          | 6              | 156,60         |
| 8             | Michal Březina   | República Checa | 218,58 | 5              | 75,46          | 8              | 143,12         |
| 9             | Kim Jin-seo      | Corea del Sur   | 195,84 | 8              | 68,64          | 10             | 127,20         |
| 10            | Sei Kawahara     | Japón           | 195,21 | 9              | 67,36          | 9              | 127,85         |
| 11            | Keegan Messing   | Canadá          | 182,25 | 10             | 67,13          | 11             | 115,12         |
| 12            | Lee June-hyoung  | Corea del Sur   | 152,05 | 12             | 47,19          | 12             | 104,86         |

### Patinaje individual femenino
| Clasificación | Nombre                  | País           | Total  | Programa corto | Programa corto | Programa libre | Programa libre |
| ------------- | ----------------------- | -------------- | ------ | -------------- | -------------- | -------------- | -------------- |
| 1             | Ashley Wagner           | Estados Unidos | 202,52 | 1              | 70,73          | 2              | 131,79         |
| 2             | Yelizaveta Tuktamýsheva | Rusia          | 188,99 | 7              | 55,37          | 1              | 133,62         |
| 3             | Yuka Nagai              | Japón          | 172,92 | 2              | 63,35          | 7              | 109,57         |
| 4             | Kanako Murakami         | Japón          | 171,59 | 3              | 59,79          | 6              | 111,80         |
| 5             | Gabrielle Daleman       | Canadá         | 170,33 | 8              | 54,13          | 3              | 116,20         |
| 6             | Polina Edmunds          | Estados Unidos | 168,69 | 5              | 56,85          | 5              | 111,84         |
| 7             | Elizabet Tursynbayeva   | Kazajistán     | 165,16 | 12             | 49,84          | 4              | 115,32         |
| 8             | Aliona Leonova          | Rusia          | 160,37 | 10             | 52,08          | 8              | 108,29         |
| 9             | Joshi Helgesson         | Suecia         | 155,70 | 6              | 56,26          | 10             | 99,44          |
| 10            | Véronik Mallet          | Canadá         | 151,85 | 9              | 52,17          | 9              | 99,68          |
| 11            | Kaetlyn Osmond          | Canadá         | 146,06 | 4              | 59,21          | 12             | 86,85          |
| 12            | Isabelle Olsson         | Suecia         | 141,58 | 11             | 50,23          | 11             | 91,35          |

### Patinaje en parejas
| Clasificación | Nombre                                  | País           | Total     | Programa corto | Programa corto | Programa libre | Programa libre |
| ------------- | --------------------------------------- | -------------- | --------- | -------------- | -------------- | -------------- | -------------- |
| 1             | Meagan Duhamel / Eric Radford           | Canadá         | 216,16    | 1              | 72,46          | 1              | 143,70         |
| 2             | Yevguéniya Tarásova / Vladímir Morózov  | Rusia          | 191,19    | 2              | 64,00          | 2              | 127,19         |
| 3             | Kirsten Moore-Towers / Michael Marinaro | Canadá         | 174,85    | 3              | 63,17          | 3              | 111,68         |
| 4             | Marissa Castelli / Mervin Tran          | Estados Unidos | 173,40    | 4              | 61,85          | 4              | 111,55         |
| 5             | Vera Bazarova / Andrei Deputat          | Rusia          | 156,15    | 5              | 57,02          | 6              | 99,13          |
| 6             | Miriam Ziegler / Severin Kiefer         | Austria        | 153,29    | 7              | 49,95          | 5              | 103,34         |
| 7             | Vanessa Grenier / Maxime Deschamps      | Canadá         | 144,15    | 8              | 45,45          | 7              | 98,70          |
| 8             | Valentina Marchei / Ondřej Hotárek      | Italia         | retirados | 6              | 54,00          | retirados      | retirados      |

### Danza sobre hielo
| Clasificación | Nombre                                        | País           | Total  | Danza corta | Danza corta | Danza libre | Danza libre |
| ------------- | --------------------------------------------- | -------------- | ------ | ----------- | ----------- | ----------- | ----------- |
| 1             | Kaitlyn Weaver / Andrew Poje                  | Canadá         | 173,79 | 1           | 68,00       | 1           | 105,79      |
| 2             | Maia Shibutani / Alex Shibutani               | Estados Unidos | 168,36 | 2           | 66,00       | 2           | 102,36      |
| 3             | Yekaterina Bobrova / Dmitri Soloviov          | Rusia          | 161,11 | 3           | 64,38       | 3           | 96,73       |
| 4             | Charlène Guignard / Marco Fabbri              | Italia         | 154,74 | 4           | 61,29       | 4           | 93,45       |
| 5             | Ksenia Monko / Kiril Jaliavin                 | Rusia          | 147,57 | 6           | 57,44       | 5           | 90,13       |
| 6             | Alexandra Paul / Mitchell Islam               | Canadá         | 143,92 | 5           | 57,55       | 6           | 86,37       |
| 7             | Laurence Fournier Beaudry / Nikolaj Sørensen  | Dinamarca      | 134,94 | 7           | 53,65       | 8           | 81,29       |
| 8             | Élisabeth Paradis / François-Xavier Ouellette | Canadá         | 131,05 | 8           | 47,77       | 7           | 83,28       |